# マイルストーンズ (マイルス・デイヴィスのアルバム)
| 専門評論家によるレビュー             | 専門評論家によるレビュー |
| レビュー・スコア                     | レビュー・スコア         |
| 出典                                 | 評価                     |
| ------------------------------------ | ------------------------ |
| AllMusic                             | [ 3 ]                    |
| DownBeat (Original LP release)       | [ 4 ]                    |
| Tom Hull                             | B+                       |
| The Penguin Guide to Jazz Recordings | [ 6 ]                    |

『マイルストーンズ』(Milestones) (CL 1193) は、アメリカ合衆国のジャズ・トランペット奏者マイルス・デイヴィスのスタジオ・アルバムで、「最初の偉大なクインテット (first great quintet)」と称されるマイルス・デイヴィス・クインテットにメンバーを追加したセクステットによって録音された。本作は、1958年にコロムビア・レコードからリリースされた。

## 背景

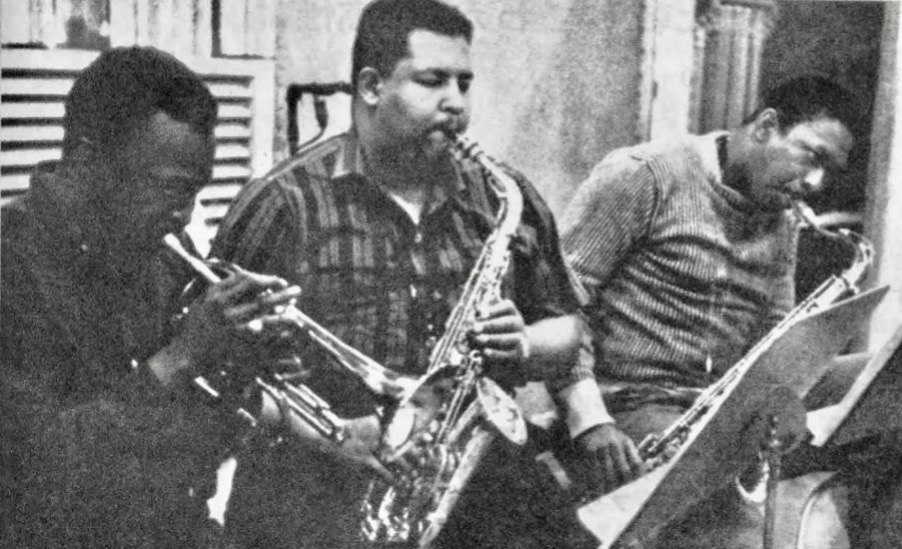
レコーディング時の写真。左からマイルス・デイヴィス、キャノンボール・アダレイ、ジョン・コルトレーン。

テナー・サクソフォーン奏者のジョン・コルトレーンがデイヴィスのグループに復帰した1958年は、モーダル・ジャズのアルバム『マイルストーンズ』と『カインド・オブ・ブルー』（1959年）の時期に当たっており、これら2作は、いずれも1950年代のモダン・ジャズを本質を表した作例と考えられている。当時のデイヴィスは、長調と短調以外の音階、すなわちモードに実験的に取り組んでいた。
デイヴィスは、「ウォーキン」にも似たブルース曲である「シッズ・アヘッド」で、トランペットとともにピアノを弾いている。アンサンブルのパッセージと、ソロではトランペットを吹いてるが、ガーランドが不在だったため、サクソフォーン奏者たちのソロでは伴奏のピアノを弾いている。「ビリー・ボーイ」は、ガーランドとリズム・セクションのソロをフィーチャーした曲である。

## 評価
オールミュージックの五つ星レビューで、トム・ジュレックは『マイルストーンズ』を、ビバップとポストビバップの流れにおいてブルースを取り上げた古典的アルバムであるとし、「記念碑的 (memorable)」なタイトル曲「マイルストーンズ (Milestones)」は。ジャズにモダニズムを導入し、その後のデイヴィスの音楽を方向付けたと述べている。ポップマターズ (PopMatters) のアンディ・ハーマン (Andy Hermann) は、このアルバムが、『カインド・オブ・ブルー』より攻撃的なスウィング感を見せ、サクソフォーン奏者コルトレーンとキャノンボール・アダレイが参加した最初のセッションの様子を伝えるショーケースとなっており、二人の異なるスタイルが、「互いを自由に解き放ち、それぞれを偉大な高みにまで押し上げている (feed off each other and push each musician to greater heights)」と評している。All About Jazz のジム・サンテラ (Jim Santella) は、デイヴィスが選んだパーソネルについて、このセクステットが長続きしなかったもののその質は「至高 (the very best)」だったと述べ、『マイルストーンズ』は、ジャズの歴史を形作る一助となる重要なアルバムのひとつ (a seminal album that helped shape jazz history)」だとしている。
『The Penguin Guide to Jazz』は、コア・コレクションの一部として提案するアルバムに本作を選んでおり、このアルバムを、「非常に偉大なモダンジャズのアルバムのひとつ (one of the very great modern-jazz albums)」と評している。

## ステレオ音源での登場と、その経緯
『マイルストーンズ』は、当初、モノラルでリリースされ、その後、そのモノ音源から電子的にチャンネル分けされた疑似ステレオでもリリースされた。

しかしCD時代になり、同ソフトの発売に於いて、デジタルのメリットを活かし、それ用のマスター音源の作成の為に、オリジナル・テープからデジタル・レコーダーへリミックス又はリマスターすることが一般的になったことから、それと同時に、録音当時のオリジナルテープの調査・探し出しも行われる様になった。

これを受け、このアルバムもそれを行った処、先ずは1980年代半ば頃に、1958年3月4日録音の最初の2曲が、3チャンネルのステレオ・マルチ録音にて、オリジナル・テープが発見され、1988年に米コロムビアから、その2曲のみステレオにて発売された(他の4曲は疑似ステレオ)。

その後1990年代後半、米コロムビア=CBSに残っている、マイルスとジョン・コルトレーンが共演したセッションの全録音(別テイク含む)を集めた「マイルス＆コルトレーンBOX」の発売を企画するにあたり、2人が共演した全セッションの中で、企画時に、1958年に録音されたセッションの内、前述以外のオリジナル・テープが全て行方不明だった為、新たに探し出した結果、全て3トラックのステレオ・マルチ録音として発見された。これにより2001年、当アルバムの全曲をステレオ・バージョンの音源とした上で、更に別テイクによる追加収録3曲(収録曲の項を参照)を加えて発売される様になった。

尚、「マイルストーンズ」では、ステレオ・バージョンでは、マイルスが最後のテーマの再現部で、一部、ブローが引っかかるミスがあり、これが本来の未編集の状態で、初出時からのモノラル・バージョンでは、その部分を、前の同じ旋律の部分を再度挿入させて差し替え編集することで、修正している。こういう理由もあり、このアルバムは、ステレオで発売された後も、全曲、発表当時のモノラル・ヴァージョンで再発売されるケースもある。

## 収録曲
サイド 1
1. ドクター・ジャックル / Dr. Jekyll（後年のLP、CDでは、"Dr. Jackle"） – 5:55 （ジャッキー・マクリーン）
2. シッズ・アヘッド / Sid's Ahead – 13:13 （マイルス・デイヴィス）
3. トゥー・ベース・ヒット / Two Bass Hit – 5:19 （ジョン・ルイス、ディジー・ガレスピー）

サイド 2
1. マイルストーンズ / Miles（後年のLP、CDでは、"Milestones） – 5:49 （マイルス・デイヴィス）[19]
2. ビリー･ボーイ / Billy Boy – 7:19 （トラディショナル、編曲：アーマッド・ジャマル）
3. ストレイト、ノー・チェイサー / Straight, No Chaser" – 10:41 （セロニアス・モンク）

- CDでは、両面を通してトラック1–6 となっている。

CD リイシューのボーナストラック
1. トゥー・ベース・ヒット（別テイク）/ Two Bass Hit (alternate take) – 4:29
2. マイルストーンズ（別テイク）/ Milestones (alternate take) – 5:58
3. ストレイト、ノー・チェイサー（別テイク）/ Straight, No Chaser (alternate take) – 10:28

トラック3–9 は、1958年2月4日録音、トラック1–2は、同年3月4日録音。

## パーソネル
- マイルス・デイヴィス – トランペット、ピアノ（「シッズ・アヘッド」）
- ジュリアン・"キャノンボール"・アダレイ – アルト・サクソフォーン
- ジョン・コルトレーン – テナー・サクソフォーン
- レッド・ガーランド – ピアノ（「シッズ・アヘッド」以外）
- ポール・チェンバース – ダブル・ベース
- フィリー・ジョー・ジョーンズ – ドラムス